# Gro Anita Schønn
Gro Anita Schønn (Drammen, 28 gennaio 1950 – Oslo, 24 aprile 2001) è stata una cantante norvegese.

## Biografia
Gro Anita Schønn si è fatta conoscere con la hit En enkel sang om frihet (1970), rimasta al vertice della VG-lista per sette settimane consecutive; il brano ha anticipato l'uscita dell'album in studio d'esordio omonimo, classificatosi 20º.
Er det underlig man lengter bort iblant (1971) è divenuto il secondo ingresso della cantante a raggiungere il podio nazionale. Lo stesso esito è stato ottenuto con Eviva España (1973).
Ha ricevuto la nomination per un Spellemannprisen col quarto LP Ikke gråt om det er vinter og det snør (1975).

## Discografia

### Album in studio
- 1970 – En enkel sang om frihet
- 1971 – Jeg er din venn
- 1974 – Takk for glitter og stas
- 1975 – Ikke gråt om det er vinter og det snør
- 1976 – Ta meg som jeg er
- 1979 – Innenfra og ut

### Raccolte
- 1992 – En enkel sang om frihet - 16 Greatest Hits
- 2003 – Vit at jeg elsker deg - 18 utvalgte

### Singoli
- 1967 – Jublende glad
- 1968 – Vårt eget Paradis/Si meg hva som skjer
- 1968 – En vakker drøm/Alene i regnet
- 1969 – Snart går solen ned/Peder Gompes Gammeldans Band
- 1969 – Lutfattig læregutt/Gå forbi
- 1970 – En enkel sang om frihet/Et luftseilas
- 1971 – Er det underlig man lengter bort iblant/Det er løgn
- 1971 – Maxi midi mini
- 1971 – Jeg kommer/Vår datter beklager
- 1972 – Har du noen gang/Vi har det bra (con Ola Neegaard)
- 1972 – Kos med meg/Det tapte Paradis
- 1972 – Se dej omkring/Krama mej
- 1973 – En festival i livet/Freden
- 1973 – Eviva España/Kom og lek med meg
- 1973 – Tommy
- 1973 – For din skyld (con Ola Neegaard)
- 1974 – 16 år/Spania
- 1975 – Takk for glitter og stas
- 1976 – Ikke gråt om det er vinter og det snør/Please Mr. Please
- 1976 – Minner er min trøst/Ain't That Just The Way
- 1976 – Är det inte så/Gräset är inte grönare
- 1977 – Star/Det var en gang
- 1981 – Pendleren putte/Johnny Blue